# Validation des simulations
La validation des simulations est un processus visant à s’assurer qu’une simulation et les modèles qu'elle met en œuvre représentent le monde réel (au sens où ce mot est employé en simulation[C'est-à-dire ?]) d’une façon suffisamment précise pour remplir les besoins d’une utilisation donnée. La validation n’est valable que pour un domaine d’emploi donné et doit être remise en question pour toute nouvelle utilisation sortant de ce domaine.
La validation peut également être appliquée aux données utilisées par les simulations.
La validation est une partie d'un processus plus large, dit de vérification, validation et acceptation des données, modèles et simulations (VV&A). Ce processus est fondamental en simulation, car il détermine la qualité du produit final et la crédibilité des résultats obtenus. La formalisation de ce processus fait l'objet de travaux de standardisation par le Simulation Interoperability Standards Organization et l'OTAN[réf. nécessaire].